# ميستا
ميغيل أنخيل فيرير مارتينيز (بالإسبانية: Miguel Ángel Ferrer)‏، من مواليد 12 نوفمبر 1978 في مورسيا في إسبانيا، لاعب كرة قدم إسباني سابق.
بدأ مسيرته الكروية مع الفريق الثالث في نادي ريال مدريد في موسم 1996/1997، ولعب معهم 28 مباراة وسجل 9 أهداف، وفي موسم 1997/1998 انتقل إلى الفريق الثاني في ريال مدريد، ولعب معهم 43 مباراة وسجل 19 هدف، وفي عام 1998 انتقل إلى نادي تنريفي، ولعب معهم حتى عام 2001، وشارك معهم في 84 مباراة وسجل 22 هدف، وفي عام 2001 انتقل إلى نادي فالنسيا، ولعب معهم حتى عام 2006، وشارك معهم في 144 مباراة وسجل 40 هدف، ومنذ عام 2006 وهو يلعب مع نادي أتلتيكو مدريد.
و هو يلعب مع منتخب إسبانيا لكرة القدم منذ عام 2005.

## روابط خارجية
- ميستا على موقع الاتحاد الدولي (مؤرشف)  (الإنجليزية)
- ميستا على موقع الاتحاد الأوربي (الإنجليزية)
- ميستا على موقع الدوري الأمريكي (الإنجليزية)
- ميستا على موقع قاعدة بيانات كرة القدم.إي يو (الإنجليزية)
- ميستا على موقع ليكيب (الفرنسية)
- ميستا على موقع ناشيونال فوتبول تيمز (الإنجليزية)
- ميستا على موقع Soccerway.com (الإنجليزية)
- ميستا على موقع عالم كرة القدم.نت (الإنجليزية)
- ميستا على موقع كووورة